# O Moço Loiro (telenovela)
O Moço Loiro foi uma telenovela brasileira de J. Marcondes, baseada no romance homônimo de Joaquim Manuel de Macedo, sob direção de Dalmo Ferreira e produção de Lúcia Lambertini. 
Foi exibida na TV Cultura, no horário de 18h30, de 6 de setembro a 3 de dezembro de 1965 em 63 capitulos.

## Elenco
- Edi Cerri... Honorina
- Ivete Jayme... Raquel
- Célia Rodrigues... Tomásia
- Eduardo Abbas... Brás
- Roberto Orozco
- Décio Cardoso... Venâncio
- Ênio Gonçalves... Otávio
- Wilma Bentivegna... Rosa
- Neusa Maria... Inês
- Jacinto Figueira Jr.... Jacinto
- Xênia Bier
- Norbert Nardone
- João de Angelo... João
- Alexandre Garattoni
- Áurea Campos
- Nello Pinheiro... Carlos
- Rúbens Greiff... Hugo
- Leonor Pacheco... Ema